# 秋田栄養短期大学
秋田栄養短期大学（あきたえいようたんきだいがく、英語: Akita Nutrition Junior College）は、秋田県秋田市下北手桜字守沢46番地1に本部を置く日本の私立大学。1953年創立、1953年大学設置。

## 概観

### 大学全体
- 秋田県秋田市内に所在する日本の私立短期大学で、設置主体は学校法人ノースアジア大学[1]。
- 1953年に学校法人秋田短期大学による秋田短期大学として開学。学科体制は最大で、昼間部2学科[注 2]と夜間1学科を擁していたが、現在は栄養学科のみとなっている。

### 建学の精神（校訓・理念・学是）
- 秋田栄養短期大学における建学の精神は「真理・調和・実学」となっている。これは経世学者である佐藤信淵が残した言葉をそのまま用いたものとなっている。

### 教育および研究
- 秋田栄養短期大学は現在、栄養士養成に力をいれている。

### 学風および特色
- 秋田栄養短期大学は、ノースアジア大学と同じ敷地内にある関係上、両者同士の交流が深く、大学行事やクラブ活動等は基本的には混合となっている。

## 沿革
- 1953年
  - 1月31日 左記を以て文部省[注 3]より短期大学の設置が認可される[注 4]。
  - 4月1日 秋田短期大学が以下の学科体制にて開学[注 5]。
    - 商経科
      - 第一部 入学定員50名
      - 第二部 入学定員50名
- 1954年
  - 4月1日 以下の学科を増設する[7]。
    - 家政科 入学定員50名

  - 5月1日 学生数[8]/定員
    - 商経科 
      - 第一部 150[注 6]/100
      - 第二部 150[注 7]/100

    - 家政科 75[注釈 1]/50
- 1958年
  - 5月1日 学生数[9]/定員
    - 商経科 
      - 第一部 146[注 8]/100
      - 第二部 146[注 9]/100

    - 家政科 62[注釈 1]/100
- 1966年
  - 4月1日 家政科の入学定員を50→150に増員[注 10]。
  - 5月1日 学生数[注 11]/定員
    - 商経科 
      - 第一部 149[注 12]/100
      - 第二部 77[注 13]/100

    - 家政科 247[注釈 1]/200
- 1967年
  - 5月1日 学生数[14]/定員
    - 商経科 
      - 第一部 151[注 14]/100
      - 第二部 51[注 15]/100

    - 家政科 350[注釈 1]/300
- 1979年
  - 5月1日 学生数[15]/定員
    - 商経科 
      - 第一部 226[注 16]/100
      - 第二部 12[注釈 2]/100

    - 家政科 410[注釈 1]/300
- 1980年
  - 5月1日 学生数[16]/定員
    - 商経科 
      - 第一部 199[注 17]/100
      - 第二部 9[注釈 2]/100

    - 家政科 385[注釈 1]/300
- 1981年
  - 4月1日 以下の学科については、この年度で学生募集を最終とする[注 18]。
    - 商経科第二部[注 19]

  - 5月1日 学生数[22]/定員
    - 商経科 
      - 第一部 174[注 20]/100
      - 第二部 ？[注 21]/100

    - 家政科 313[注釈 1]/300
- 1982年
  - 5月1日 学生数[23]/定員
    - 商経科 
      - 第一部 166[注 22]/100
      - 第二部 -[注 23]/50

    - 家政科 251[注釈 1]/300
- 1983年
  - 現在地に移転する[24]。
- 1985年
  - 5月1日 学生数[25]/定員
    - 商経科 112[注 24]/100
    - 家政科 139[注釈 1]/300
- 1986年
  - 5月1日 学生数[26]/定員
    - 商経科 
      - 第一部 137[注 25]/100
      - 第二部 -[注 26]/-

    - 家政科 136[注釈 1]/300
- 1987年
  - 5月1日 学生数[27]/定員
    - 商経科 181[注釈 3]/100
    - 家政科 189[注釈 1]/300
- 1989年
  - 4月1日 家政科を生活文化学科に改称[注 27]。
  - 5月1日 学生数[33]/定員
    - 商経科 190[注 28]/100
    - 生活文化学科 150[注釈 1]/150
      - 家政科 110[注釈 1]/150
- 1990年
  - 4月1日 生活文化学科を以下の専攻に分離される[注 29]。
    - 生活文化専攻 入学定員70名[注釈 4]
    - 食物栄養専攻 入学定員80名[注釈 4]

  - 5月1日 学生数[37]/定員
    - 商経科 183[注 30]/100
    - 生活文化学科 300[注 31]/300
      - 家政科 3[注釈 1]/-
- 1992年
  - 4月1日 商経科の入学定員を50→100に増員[注 32]。
  - 5月1日 学生数[注 33]/定員
    - 商経科 181[注 34]/150
    - 生活文化学科 343[注 35]/300
- 1993年
  - 5月1日 学生数[44]/定員
    - 商経科 201[注釈 3]/200
    - 生活文化学科 324[注釈 5]/300
- 1997年
  - 4月1日 秋田経済法科大学短期大学部（あきたけいざいほうかだいがくたんきだいがくぶ）に改称し、商経科の入学定員を100→130に増員[45]。
  - 5月1日 学生数[46]/定員
    - 商経科 250[注 36]/230
    - 生活文化学科 321[注釈 5]/300
- 1999年
  - 5月1日 学生数[47]/定員
    - 商経科 224[注 37]/260
    - 生活文化学科 265[注 38]/300
- 2001年
  - 4月1日 以下、学科及び専攻の改称あり[注 39]。
    - 商経科→商経情報学科
    - 生活文化学科生活文化専攻→同学科ライフデザイン専攻
- 2003年
  - 4月1日 商経情報学科の入学定員を130→80に減員[注 40]。
- 2004年
  - 4月1日 以下の学科については、この年度で学生募集を最終とする[注 41]。
    - 商経情報学科[注釈 6]
    - 生活文化学科ライフデザイン専攻[注釈 6]
- 2005年
  - 4月1日 秋田栄養短期大学に改称[注 42]。

## 基礎データ

### 所在地
- 秋田県秋田市下北手桜字守沢46-1

### 交通アクセス
- JR線秋田新幹線・奥羽本線・羽越本線秋田駅よりバスで「ノースアジア大学前」バス停留所下車。

### 象徴
- ホームページほか右記資料を参照のこと[注 43]

## 教育および研究

### 組織

#### 学科
- 栄養学科 入学定員80名[1]

##### 学科の変遷
- 家政科→生活文化学科
  - ライフデザイン専攻 入学定員70名[注釈 7]
  - 食物栄養専攻→現存の栄養学科
- 商経科→商経情報学科 入学定員80名[注釈 7]
  - 第一部→商経情報学科
  - 第二部 入学定員50名[注 44]

#### 専攻科
- それに相応する専修科なるものが存在していた[注釈 8]
  - 商経専修

#### 別科
- かつて以下のものが存在していた[注釈 8]
  - 商経専修
    - 第一部
    - 第二部

  - 家政専修[注 45]

##### 取得資格について
- 栄養士資格が栄養学科にて取得できる。
- 秋田短期大学だった時分、中学校教諭二種[注 46]免許状の教職課程が設けられており、家庭・保健が旧・家政科に社会・職業が旧・商経科にてそれぞれ設置されていた[注 47]。

#### 附属機関
- 現在のノースアジア大学[注 48]以前に設置された施設。
  - 雪国民俗研究所：1960年に設置された。
  - 経済研究所：1961年に設置された。

### 研究
- 『秋田短期大学論叢』[69]
- 『栄養研究 = Nutrition research』[70]

## 学生生活

### 部活動・クラブ活動・サークル活動
- 秋田栄養短期大学のクラブ活動
  - 体育系：卓球・剣道・テニス・スキーほか
  - 文化系：吹奏楽・放送・書道・茶道・軽音楽ほか

### 学園祭
- 秋田栄養短期大学の学園祭は「高杉祭」と呼ばれ毎年、概ね10月に行われている。

## 大学関係者と組織

### 他大学との協定

#### アメリカ
- メトロポリタン州立大学

#### 中国
- 北京外国語大学

#### 韓国
- 東亜大学校
- 慶熙大学校

### 系列校
- ノースアジア大学
- 秋田看護福祉大学
- ノースアジア大学明桜高等学校

## 社会との関わり
- 公開講座を行っている。

## 卒業後の進路について

### 編入学･進学実績
- 商経情報学科（商経学科含む）：系列のノースアジア大学（旧称・秋田経済法科大学）のほか東北学院大学などがある。

## 附属学校
- かつては、「秋田短期大学附属幼稚園」・「秋田短期大学附属高等学校」を擁していた。

## 資格問題
- 2018年栄養士の資格取得に必要な科目を指導する教員2人の研究業績が不足していると、厚生労働省から指導を受けた。このままでは、資格を取得できなくなるため、適切な教員を配置し補講を実施する事で対応する[71][72]。

## 著名出身者
- 椎名恵
- 下田敦子